# HD 26356
HD 26356，又名BD+83 104，SAO 685、HR 1289，是一颗恒星，视星等为5.57，位于銀經128.4，銀緯23.4，其B1900.0坐标为赤經4h 4m 59.3s，赤緯+83° 23.4′ 52″。